# Rekenkundig gemiddelde
Het rekenkundig gemiddelde of aritmetisch gemiddelde is de som van een aantal getallen gedeeld door het aantal getallen. Het rekenkundig gemiddelde is een centrummaat. In de wiskunde en statistiek is het rekenkundig gemiddelde de meest gebruikelijke betekenis van een gemiddelde, en wordt daarom ook wel gewoon het gemiddelde genoemd. De naam rekenkundig gemiddelde wordt gebruikt wanneer men het van andere verwante centrummaten wil onderscheiden, zoals de mediaan, de modus of het wortelgemiddelde.

## Wiskundige notatie
Het rekenkundig gemiddelde van de {\displaystyle n} getallen {\displaystyle x_{1},\ldots ,x_{n}} wordt gegeven door:
{\displaystyle {\bar {x}}={1 \over n}\sum _{i=1}^{n}{x_{i}}}

## Voorbeelden
- Het gemiddelde van de zes getallen 1, 2, 3, 4, 4, 6 wordt als volgt bepaald:

{\displaystyle {\frac {1}{6}}\left(1+2+3+4+4+6\right)={\frac {20}{6}}=3{\tfrac {1}{3}}}
- Het rekenkundig gemiddelde van de {\displaystyle n} getallen {\displaystyle x_{1},\ldots ,x_{n}} is het unieke getal {\displaystyle {\bar {x}}} waarvoor de totale kwadratische afwijking

{\displaystyle \sum _{i=1}^{n}(x_{i}-{\bar {x}})^{2}}
minimaal is.
betrouwbaarheid · 
centrummaat · 
gemiddelde · 
gewogen gemiddelde · 
interkwartielafstand · 
kans · 
kansrekening · 
kwartiel · 
mediaan · 
meetkundig gemiddelde · 
modus · 
p-waarde · 
percentiel · 
rekenkundig gemiddelde · 
schatten · 
significantie · 
scheefheid · 
spreiding · 
standaardafwijking · 
statistiek · 
statistische toets · 
steekproef · 
uitbijter · 
variatiecoëfficiënt · 
verdelingsfunctie